# Олінго
Олінго (Bassaricyon) — рід ссавців родини Ракунові (Procyonidae), малі, нічні, головним чином деревні, істоти з великими очима і довгим смугастим хвостом, що мешкають у дощових лісах Центральної та Південної Америки; нагадують кінкажу (Potos flavus), але хвіст мають нечіпкий.

## Етимологія
грец. βασσάρα — «лисичка», грец. κύων — «пес». Слово «Олінго» прийшло через американську іспанську з мови майя.

## Середовище проживання
Bassaricyon знаходиться в тропічних лісах від рівня моря до 2000 метрів.

## Морфологія
Морфометрія. довжина голови й тіла: 350—475 мм, довжина хвоста: 400—480 мм, вага: 970—1500 гр.
Опис. Хутро густе і м'яке. Верх від рожевувато-бурого до золотистого, змішаного з чорним або сірим. Низ тіла блідо жовтуватий. Хвіст дещо сплощений і більш-менш чітко кільчастий по середній частині. Загальна форма тіла витягнута, голова уплощенная, морда загострена, і вуха маленькі й округлі. Кінцівки короткі, підошви частково опушені, і кігті різко вигнуті. Хвіст Bassaricyon, на відміну від Potos, має довге волосся і не чіпкий. Самиці мають одну пару пахових молочних залоз.

## Стиль життя
Це, перш за все, звірі, що ведуть деревний та нічний побут. Вважається, що вдень вони переховуються у гнізді з сухого листя, в дуплі дерева. Чудовий дереволаз і стрибун і може стрибати на три метра без складнощів. Харчується в основному фруктами, але також полює на комах і теплокровних тварин. В неволі потрібно значно більше м'яса, ніж кінкажу (Potos).
У дикій природі живе поодинці або парами. Іноді можна знайти в разом з Potos, а також з опосумами та мірікінами (Aotus). Запахове маркування може використовуватись чи для орієнтації чи для залучення протилежної статі. Дослідження в неволі виявили, що Bassaricyon менш соціальний, ніж Potos, і що двоє самців не могли бути разом. Дослідження полонених виявили, що немає певного сезону розмноження, вагітність тривала 73-74 днів, і кожен з 16 пологів дали одне потомство. Малюки вагою близько 55 грамів при народженні, відкривають очі після 27 днів, починають приймати тверду їжу через 2 місяці, і досягають статевої зрілості у віці 21-24 місяців. Одна самиця залишилася репродуктивно активною до 12 років і в кінцевому підсумку прожила понад 25 років.

## Склад роду
рід Олінго — Bassaricyon
- вид Bassaricyon alleni — Олінго Алена
- вид Bassaricyon beddardi — Олінго Бедарда
- вид Bassaricyon gabbii — Олінго Ґаббі
- вид Bassaricyon lasius — Олінго Харіса
- вид Bassaricyon pauli — Олінго чірікський
- вид Bassaricyon neblina — Олінго олінгіто